# كارين نجوين
كارين نجوين (بالإنجليزية: Karen Nguyen)‏ هي لاعبة جمباز فني أسترالية، ولدت في 24 نوفمبر 1987.

## وصلات خارجية
- كارين نجوين على موقع الاتحاد الدولي للجمباز (biography) (الإنجليزية)
- كارين نجوين على موقع أوليمبيديا (الإنجليزية)
- كارين نجوين على موقع اللجنة الأولمبية الأسترالية (الإنجليزية)